# Restinga
Restinga je ekoregion neotropické oblasti, který se nachází v Brazílii podél pobřeží Atlantského oceánu. Restingu tvoří písčité sedimenty z období kvartéru, půdy jsou zde kyselé a silně zasolené. Zdejší biom zahrnuje tropické i subtropické listnaté lesy a křoviny. Srážky dosahují přibližně 2 000 mm za rok a průměrné teploty se pohybují mezi 18 °C a 26 °C.
Restinga tvoří součást komplexu Atlantického lesa. Podle Světového fondu na ochranu přírody se restinga dělí na dvě oblasti: první je atlantické pobřeží od státu Rio Grande do Norte jižním směrem až po hranici s Uruguayí a druhou pobřeží severovýchodní Brazílie, jehož vegetace postupně přechází do Amazonského pralesa.
Na ochranu zdejšího ekosystému vznikl Národní park Restinga de Jurubatiba. Dalšími známými lokalitami jsou Restinga da Marambaia ve státě Rio de Janeiro nebo Restinga de Bertioga ve státě São Paulo. Na severovýchodním pobřeží byl roku 1981 vyhlášen Národní park Lençóis Maranhenses. Brazilský lesní zákon označuje pobřežní restingy za oblasti trvalé ochrany.
Vegetaci restingy tvoří pionýrské druhy, které se přizpůsobily chudým půdám a silným větrům a chrání nízké břehy proti erozi. Typickými představiteli jsou myrtovité, šáchorovité, klusie, parkie, borůvkovec, irezína, povíjnice, vrízea, justície, libora měnivá, urginea přímořská a Cereus. Stromy nepřesahují výšku patnáct metrů. K místní avifauně patří ibis rudý, amazoňan rudooký, sýček králičí, čáp jihoamerický, kurlan chřástalovitý, tangara červenochocholatá a endemický tyrančík restingový. Žije zde také kapybara, pekari, vydra jihoamerická, kajman šíronosý a sklípkan Vitalius restinga.
Výrazem restinga bývají označovány také pobřežní lokality v Portugalsku, např. písečná duna Cabedelo do Douro nebo útes Ponta da Restinga na ostrově Graciosa.

## Fotogalerie

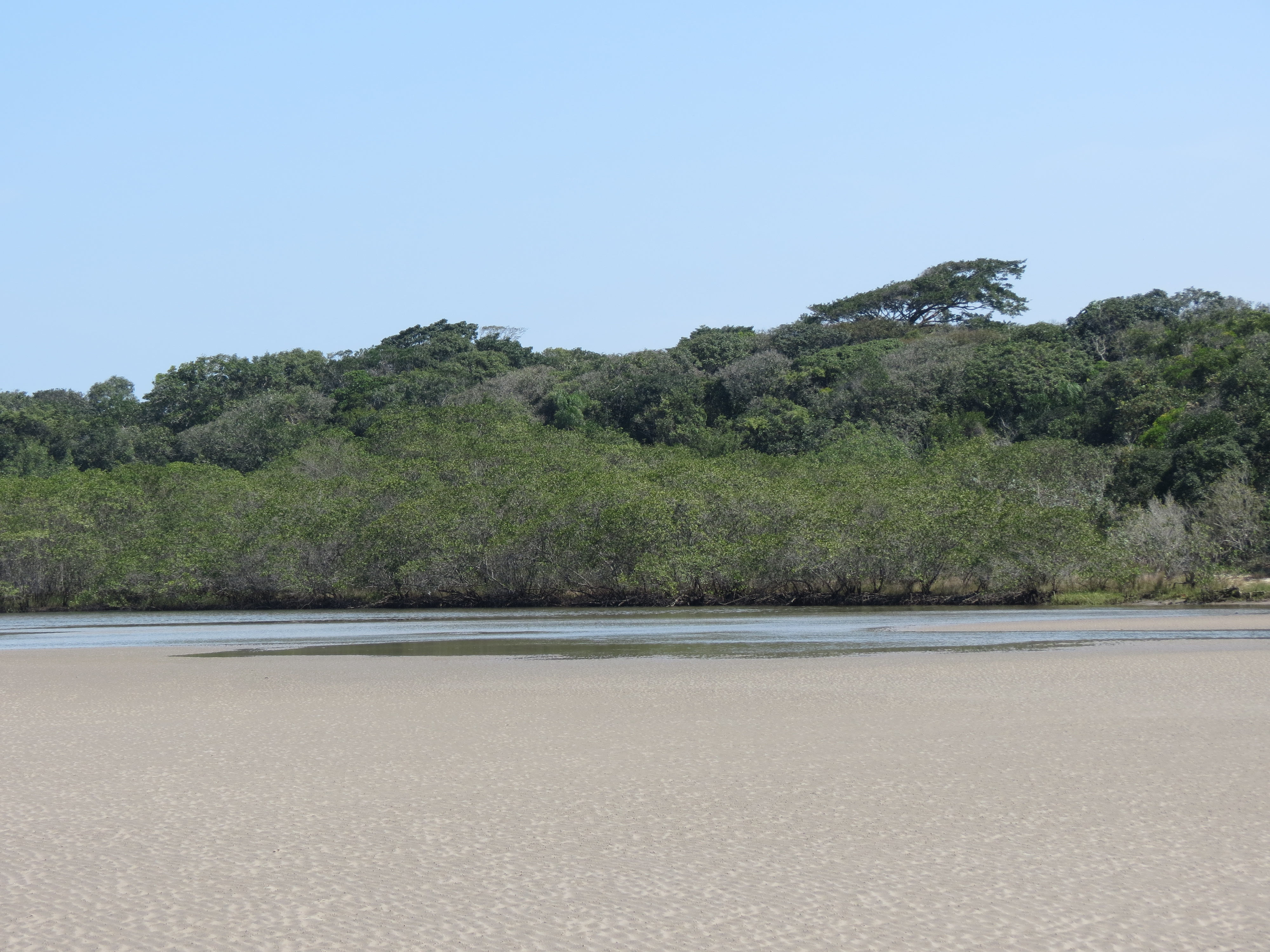
Les poblíž Bertiogy
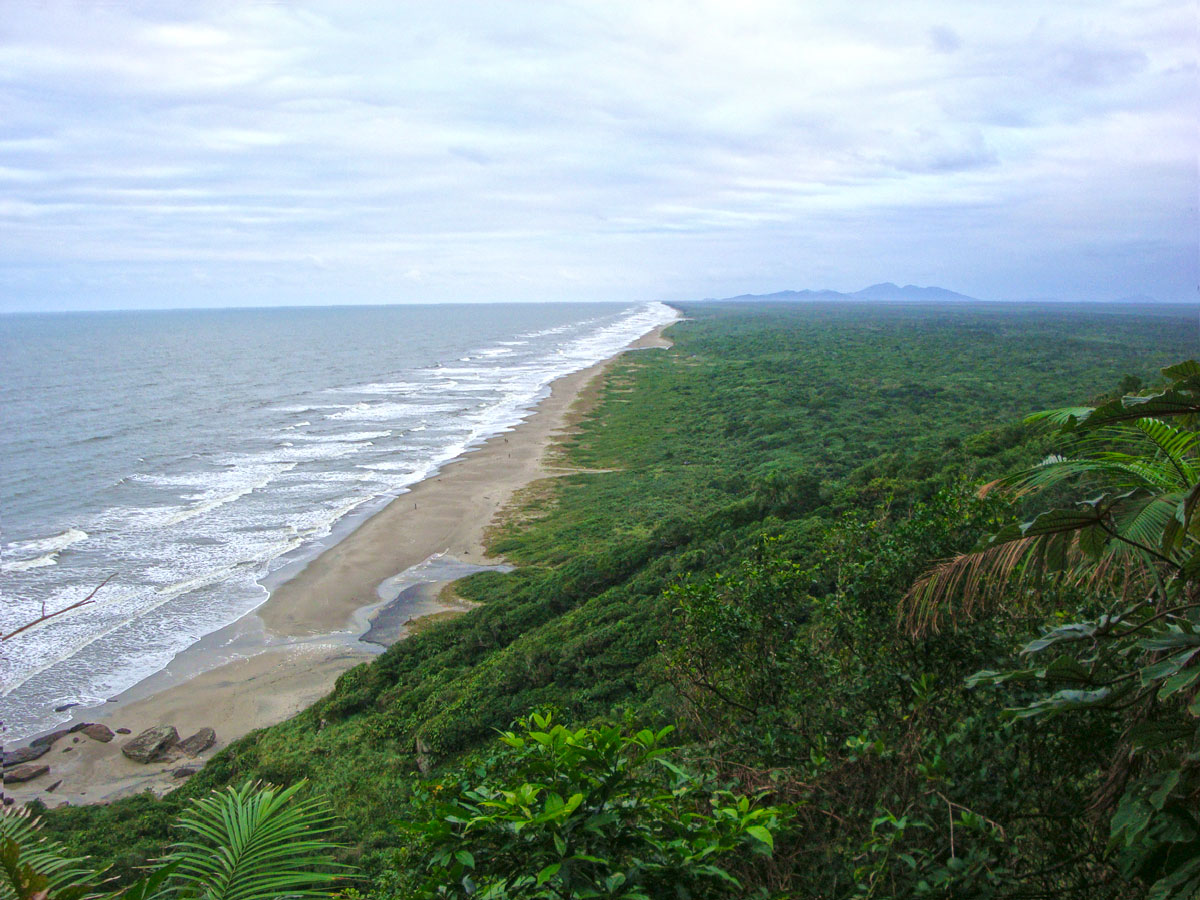
Pláž Jureia
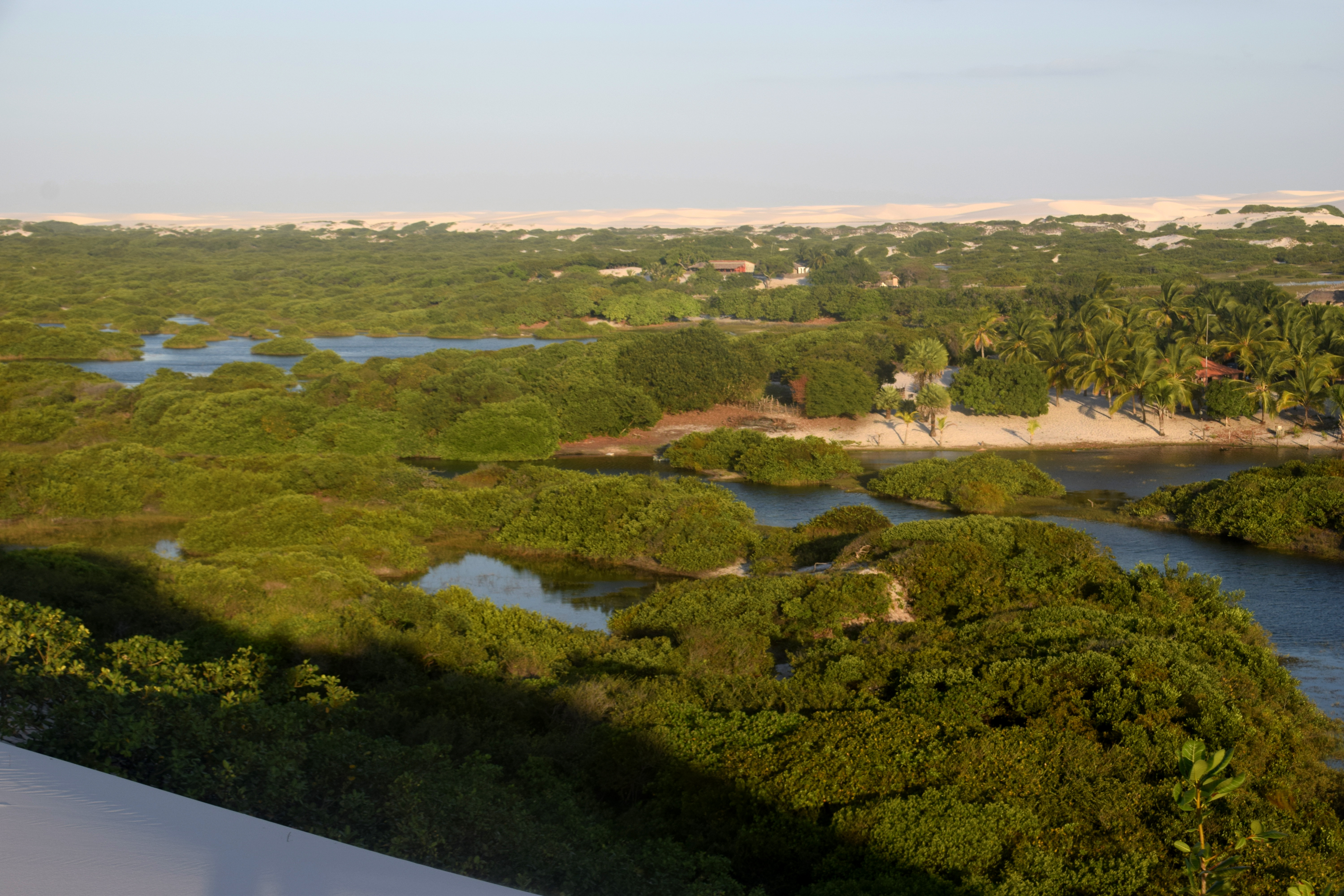
Lençóis Maranhenses